# Hans Georg Löffler (Politiker)

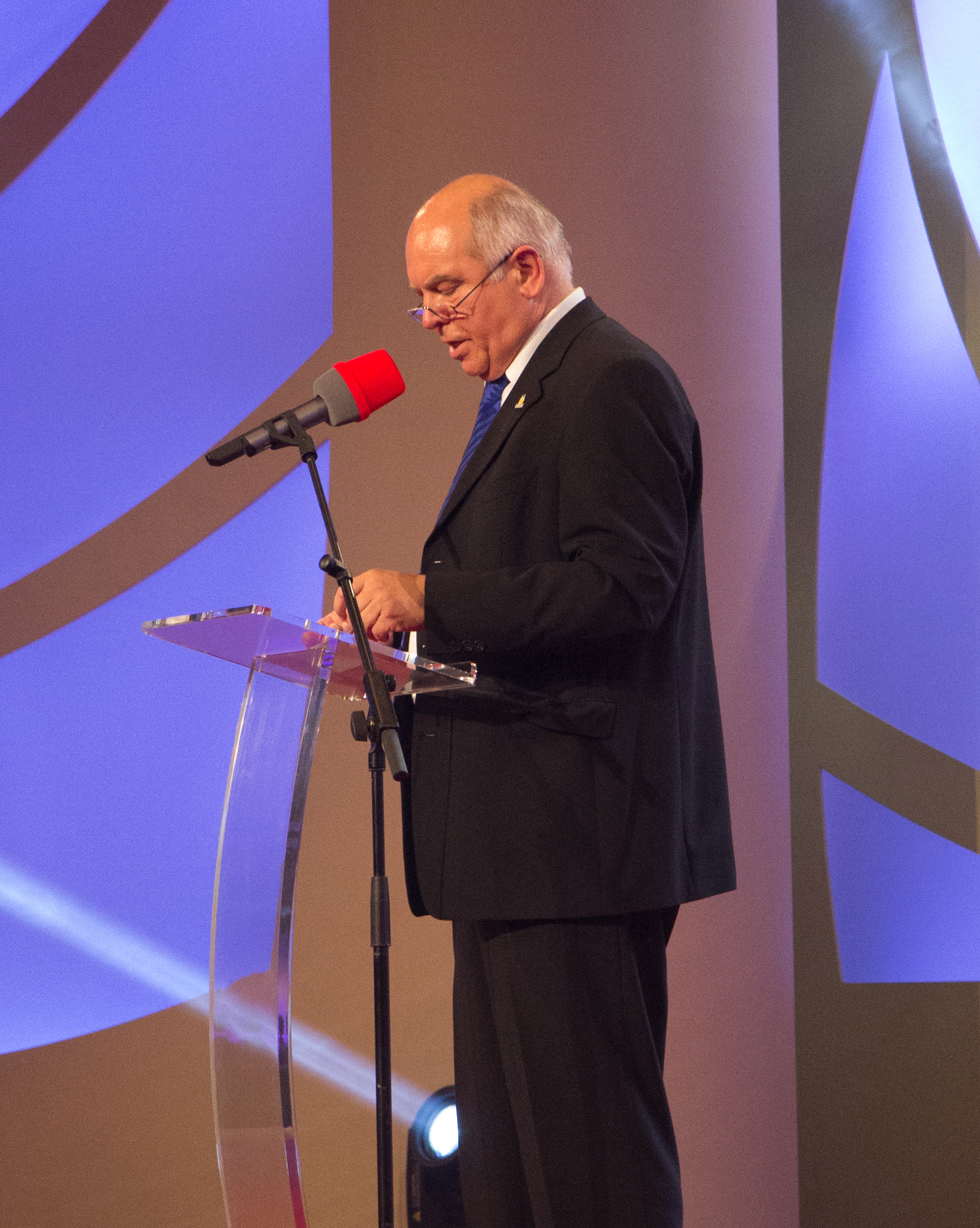
Hans Georg Löffler im Rahmen der Wahl zur 69. Deutschen Weinkönigin am 29. September 2017 in Neustadt an der Weinstraße, Saalbau

Hans Georg Löffler (* 28. November 1953 in Bad Dürkheim) ist ein deutscher Politiker (CDU).
Löffler legte 1973 am Mathematisch-Naturwissenschaftlichen Gymnasium in Bad Dürkheim das Abitur ab und studierte ab 1974 Rechtswissenschaften an der Albert-Ludwigs-Universität Freiburg und wurde dort 1978 Mitglied der katholischen Studentenverbindung K.D.St.V. Hohenstaufen Freiburg im Breisgau. 1981 legte er die 1. Staatsprüfung ab, die 2. dann 1984 in Stuttgart. In Freiburg war er anschließend als Anwalt tätig. 1985 wurde er Leiter des Rechtsamts der Stadtverwaltung von Neustadt an der Weinstraße. Noch im selben Jahr übernahm er die gleiche Funktion bei der Stadt Speyer, 1997 wurde er dort Leitender Verwaltungsdirektor. Im Ortsteil Hambach wurde er 1997 stellvertretender Ortsvorsteher und Vorsitzender des CDU-Ortsverbands. 1999 wurde Löffler in den Stadtrat seines Wohnortes Neustadt gewählt. Bei der ersten Direktwahl zum Neustadter Oberbürgermeister setzte er sich 2001 mit 59,1 Prozent der Stimmen durch. Er trat sein Amt am 1. Januar 2002 an.
Nachdem Löffler 16 Jahre amtierte, trat er bei der Oberbürgermeisterwahl im September 2017 nicht mehr an. Zum Ablauf seiner zweiten Amtsperiode wurde er im Dezember 2017 in den Ruhestand verabschiedet. Als einer der Erfolge seiner Amtszeit wurde der im Vergleich zu den meisten kreisfreien Städten in Rheinland-Pfalz niedrige Stand der Pro-Kopf-Verschuldung gewertet.